# آندره‌زینو (بازیکن فوتبال، زاده ۱۹۸۳)
آندره لوئیز تاوارز (به پرتغالی: André Luiz Tavares) هافبک اهل برزیل است که در شهر کمپیناس، ایالت سائوپائولو و در تاریخ ۳۰ ژوئیهٔ ۱۹۸۳ به دنیا آمده‌است.
آندره لوئیز تاوارز در تیم‌های فوتبال فلامینگو سابقهٔ حضور دارد.